# Vietnámi vértanúk

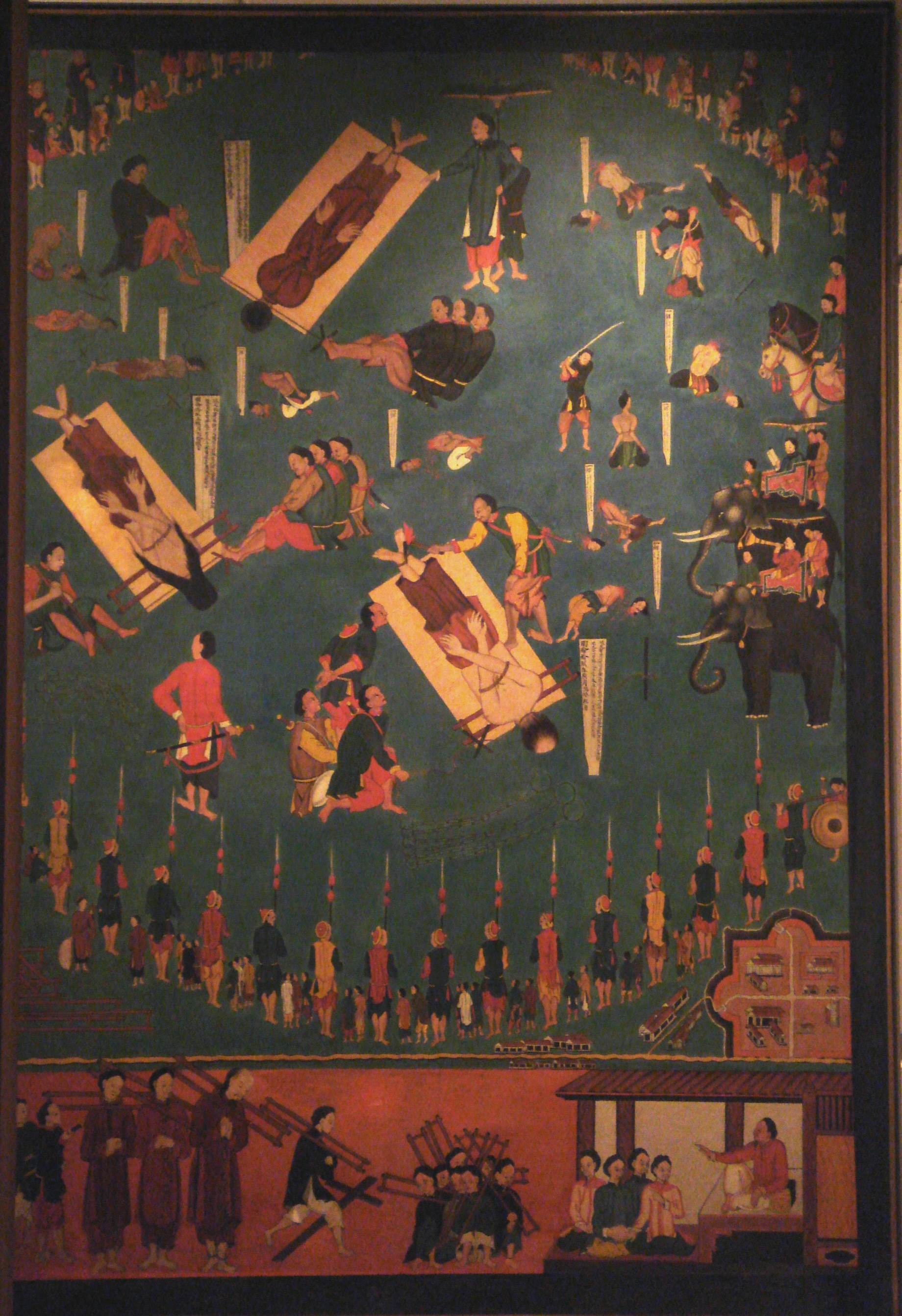
A vietnámi vértanúk

A vietnámi vértanúk vagy az annami vértanúk a mai Vietnám területén vértanúhalált halt szentek. 

## Történetük
A 16. század kezdetén léptek először katolikus misszionáriusok erre a területre. Az egész Távol-Keleten itt bontakozott ki a legvirágzóbb egyházi élet. A misszionálást nem nézték tétlenül a buddhizmus (taoizmus, konfucianizmus, őskultusz) tanait hirdető papok és híveik. Korán megjelent a katolikus egyház nézeteit hirdetők elleni üldözés. Az első két apostoli egyházmegye felállítása 1659-ben történt. A véres üldöztetések 1663–1666 és 1721–1723 között történtek. A katolikusokat a legsúlyosabb megpróbáltatás a 18. század végi polgárháború alatt sújtotta. A felkelők a dinasztiák hatalmát 1775-ben, valamint 1787-ben megdöntve, a papokat, szerzeteseket elűzték vagy megölték, a templomokat, kolostorokat feldúlták, felégették. Papi vezetők nélkül az egyházközségek megszűntek, a misszionálás átmeneti időre megszűnt. 
1802-ben a francia gyarmatosítók új államot, Vietnámot hozták létre, a kinevezett uralkodó Gia-Long (1762. február 8. – 1820. február 3.) újjászervezte az országot. Uralkodása 18 éve alatt béke következett az egyházak számára. A következő uralkodók újra üldözték a kereszténységet, annak képviselőit. Sokan vértanúhalált szenvedtek. A franciák új gyarmatosításának hatására a huei udvar a kiegyezés mellett döntött, 1883. augusztus 25-én aláírták a békeszerződést; a keresztények üldöztetése elcsitult.

## Emlékezetük
A 127 mártír között 96 vietnámi és 21 külföldi misszionárius volt. A vietnámiak közül 37 pap és 59 világi keresztény volt. A 127 vértanú boldoggá avatása négy csoportban történt: XIII. Leó pápa által 1900. május 27-én, X. Piusz pápa által 1906. május 20-án és 1909. május 2-án, végül XII. Piusz pápa által 1951. április 29-én. Szentté avatásukat II. János Pál pápa végezte 1988. június 19-én Rómában. A római kalendárium által említett 127 szent emléknapját november 24-én ünneplik.